# John Closterman
John Closterman, a volte citato come Cloosterman o Klosterman (Osnaburg, 1656 – 1713), è stato un pittore tedesco specializzato in ritratti.

## Biografia
Dopo aver appreso dal padre le basi del dipingere, nel 1679 andò a Parigi e lì lavorò presso Jean de Troy. Nel 1681 si spostò in Inghilterra.
Per molti anni John Closterman e suo fratello, artista del pari, John Baptist Closterman sono stati confusi in biografie. Un articolo di J. D. Stewart nel The Burlington Magazine fa chiarezza citando un testamento di John Closterman che lascia parte delle sue proprietà al fratello John Baptist.